# 一遍聖繪

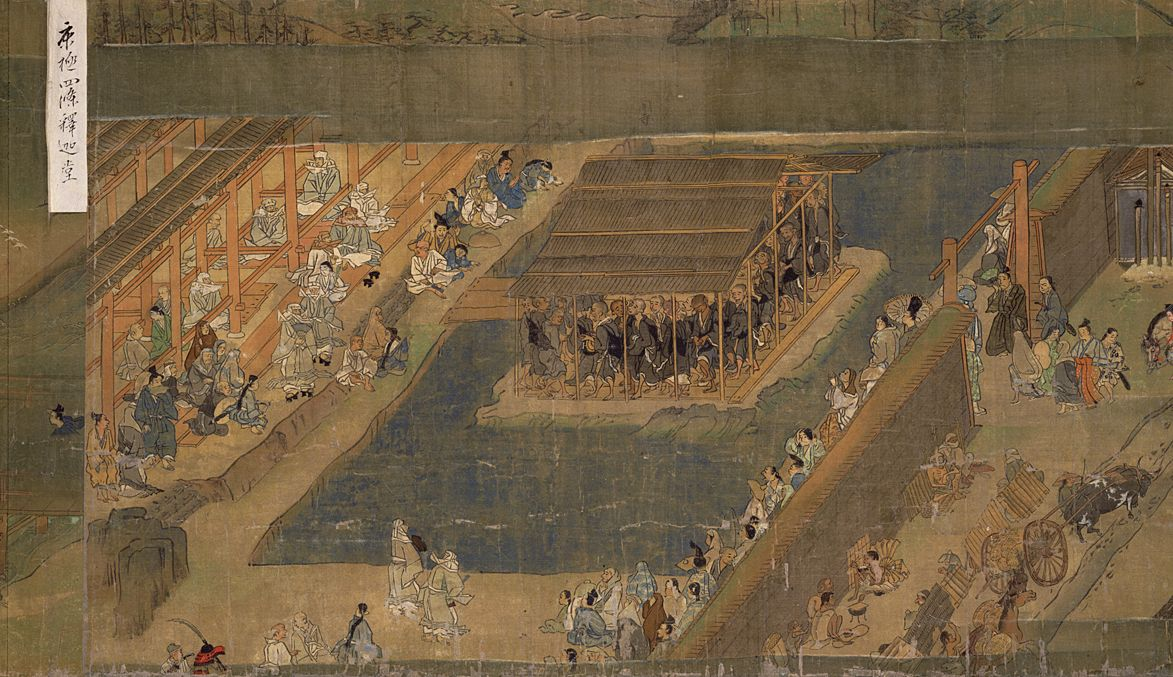
第7卷：四条释迦堂

《一遍聖绘》（日语：／），也叫《一遍上人绘传》（日语：／），是日本鎌倉時代伊予国僧侣一遍的画作，共分12卷，现为日本国宝。

## 内容
画作内容是一遍及其弟子聖戒旅行过的地方，南至九州鹿兒島神宮，北至奥州江刺郡（岩手县北上市），此外也包含熊野大社、善光寺、四天王寺等各地寺院。

## 現存版本
现存两个版本：
- 欢喜光寺本：日本国宝，藏于神奈川清净光寺，原藏于京都欢喜光寺[4]。其中第7卷并非原作，原第7卷在江户時代後期自欢喜光寺流出，曾被原富太郎收藏，现归東京国立博物館。
- 御影堂本：复制版，原藏于欢喜光寺旁的御影堂，后移至新善光寺。